# پیراندلو ۱۲۳۶۹
سیارک ۱۲۳۶۹ (به انگلیسی: 12369 Pirandello، نامگذاری:1994CJ16) دوازده هزار و سیصد و شصت و نهمین سیارک کشف شده‌است که در ۸ فوریه ۱۹۹۴ کشف شد.
قدر مطلق سیارک برابر ۲۱.۴ است.